# Рамуш Роза, Антониу
Анто́ниу Ра́муш Ро́за (порт. António Victor Ramos Rosa; 17 октября 1924, Фару — 23 сентября 2013, Лиссабон) — португальский поэт.

## Биография
Не окончил высшую школу в Фару из-за слабого здоровья. Участвовал в антисалазаровском движении Демократическое единство, три месяца провел в тюрьме. Выступил одним из основателей литературного журнала Древо (1951—1954), где, среди других, публиковались Анри Мишо и Рене Шар (Рамуш Роза опубликовал эссе о поэзии Рене Шара, который, как и Поль Элюар, оказал на него особое влияние). Как поэт дебютировал в периодике в 1958, в том же году вышла его первая книга «Отчетливый крик». Дружил и переписывался с Пьером Эмманюэлем, Андре Френо, Гильвиком, Ивом Бонфуа, Андре дю Буше, Роберто Хуарросом.
C 1962 жил в Лиссабоне. Сотрудничал с оппозиционным издательством Dom Quixote, основанным Сну Абекассиш.

## Книги
- 1958 — Отчётливый крик/ O Grito Claro
- 1960 — Viagem Através duma Nebulosa
- 1961 — Изначальный голос/ Voz Inicial
- 1961 — Sobre o Rosto da Terra
- 1963 — Ocupação do Espaço
- 1964 — Terrear
- 1966 — Estou Vivo e Escrevo Sol
- 1969 — Устройство тела/ A Construção do Corpo
- 1970 — Nos Seus Olhos de Silêncio
- 1972 — Обнажённый камень/ A Pedra Nua
- 1974 — Não Posso Adiar o Coração (vol.I, da Obra Poética)
- 1975 — Animal Olhar (vol.II, da Obra Poética)
- 1975 — Respirar a Sombra (vol.III, da Obra Poética)
- 1975 — Ciclo do Cavalo
- 1977 — Boca Incompleta
- 1977 — A Imagem
- 1978 — As Marcas no Deserto
- 1978 — Облако над страницей/ A Nuvem Sobre a Página
- 1979 — Figurações
- 1979 — Разомкнутый круг/ Círculo Aberto
- 1980 — O Incêndio dos Aspectos
- 1980 — Declives
- 1980 — Le Domaine Enchanté
- 1980 — Figura: Fragmentos
- 1980 — As Marcas do Deserto
- 1981 — O Centro na Distância
- 1982 — O Incerto Exacto
- 1983 — Quando o Inexorável
- 1983 — Притяжения/ Gravitações
- 1984 — Dinâmica Subtil
- 1985 — Ficção
- 1985 — Mediadoras
- 1986 — Volante Verde
- 1986 — Vinte Poemas para Albano Martins
- 1986 — Clareiras
- 1987 — No Calcanhar do Vento
- 1988 — Книга неведения/ O Livro da Ignorância
- 1988 — O Deus Nu(lo)
- 1989 — Três Lições Materiais
- 1989 — Acordes
- 1989 — Duas Águas, Um Rio (colaboração com Casimiro de Brito)
- 1990 — O Não e o Sim
- 1990 — Facilidade do Ar
- 1990 — Estrias
- 1991 — A Rosa Esquerda
- 1991 — Oásis Branco
- 1992 — Pólen- Silêncio
- 1992 — As Armas Imprecisas
- 1992 — Clamores
- 1992 — Dezassete Poemas
- 1993 — Lâmpadas Com Alguns Insectos
- 1994 — O Teu Rosto
- 1994 — O Navio da Matéria
- 1995 — Três
- 1996 — Delta
- 1996 — Figuras Solares
- 1997 — À Mesa do Vento
- 1997 — Versões/Inversões
- 1998 — A Imobilidade Fulminante
- 1998 — Facilidad del aire
- 2000 — Pátria Soberana e Nova Ficção
- 2001 — Слова/ As Palavras
- 2001 — Тайный ученик/ O Aprendiz Secreto
- 2005 — Génese seguido de Constelações
- 2008 — A rosa intacta

## Эссе
- Poesia, liberdade livre (1962)
- A Poesía e a Interrogação do Real, 2 v. (1979—1980)
- Incisões Oblíquas (1987)
- A Parede Azul: estudos sobre poesia e artes plásticas (1991)

## Признание
Стихи Рамуша Розы выходили книгами на испанском и французском языках. Ему были присуждены Национальная поэтическая премия (1971, отказался принять), Поэтическая премия ПЕН-клуба Португалии (1980), премия Пессоа (1988), премия Международного биеннале поэзии в Льеже (1991), Большая премия имени Софии де Мелло Брейнер (2005) и др. награды. Именем поэта названа библиотека в его родном городе.